# ГЕС Бразо
ГЕС Бразо — гідроелектростанція у канадській провінції Саскачеван. Використовує ресурс із річки Бразо, лівої притоки Північного Саскачевану, котрий в свою чергу є лівою твірною Саскачевану (одна з основних приток озера Вінніпег, яке річкою Нельсон дренується до Гудзонової затоки).
В межах проекту річку перекрили земляною греблею висотою 50 метрів, яка утримує витягнуте по долині річки на 13 км водосховище з площею поверхні 42 км2 та об'ємом 490 млн м3, в якому відбувається коливання рівня у операційному режимі між позначками 950 та 965 метрів НРМ. Від нього по висотах правобережжя прокладений дериваційний канал довжиною 16 км, котрий значною мірою використовує природний рельєф та тому має ширину до 3 км, площу поверхні 15,4 км2 та об'єм у 220 млн м3. Канал завершується дамбою висотою 69 метрів, від якої ресурс подається до машинного залу, спорудженого на березі Brazeau за 32 км від греблі (різниця у відстанях пояснюється сильно меандрованим руслом річки).
Основне обладнання станції становлять дві турбіни типу Френсіс з показниками 163 МВт та 192 МВт, які при напорі у 119 метрів забезпечують виробництво 397 млн кВт-год електроенергії на рік.
На початку 2020-х років водосховище станції збираються використати для створення потужної — 900 МВт — гідроакумулюючої схеми.